# Mostaza criolla

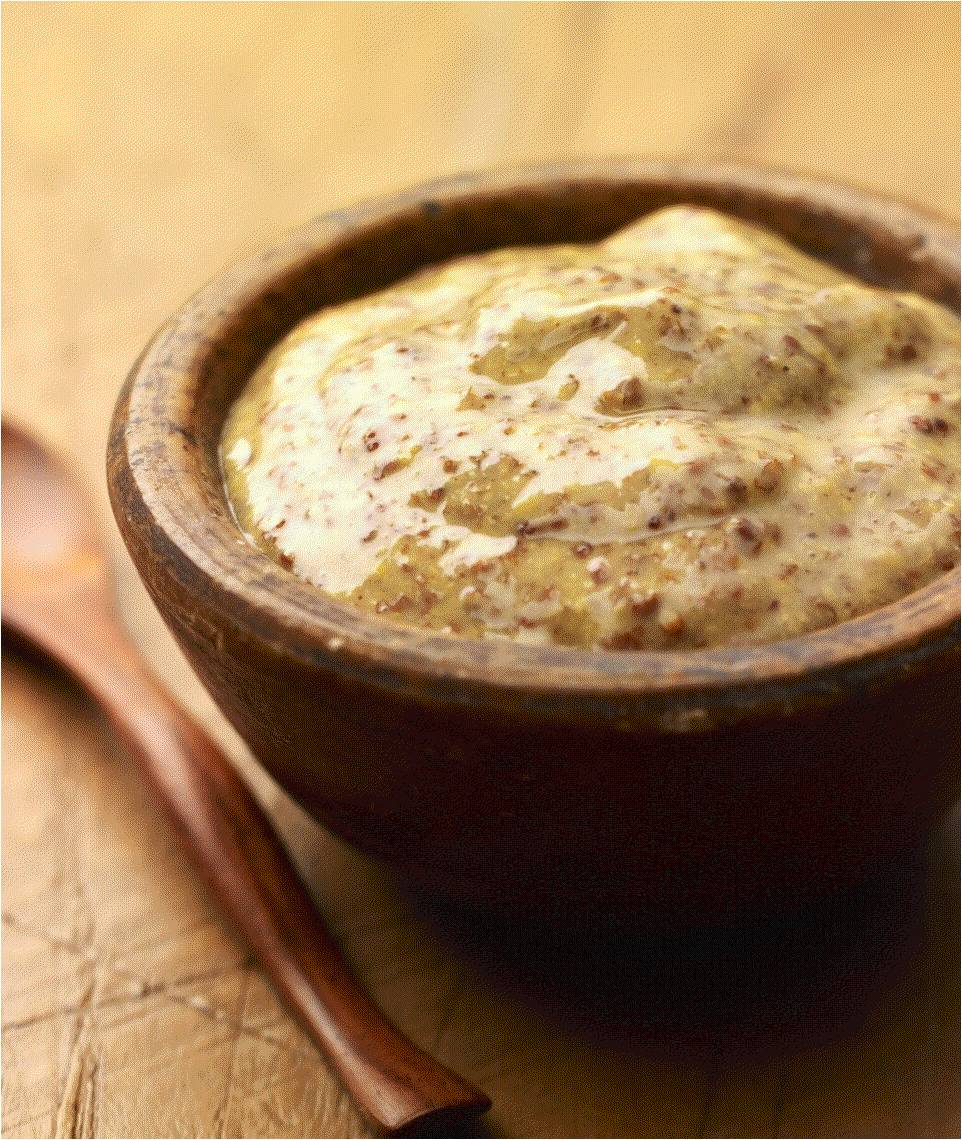
Mostaza criolla.

La mostaza criolla (en inglés creole mustard) es un condimento hallado con mayor frecuencia en el sur de Estados Unidos, específicamente en Luisiana. Es un ingrediente básico en la cocina de Nueva Orleans, que es una mezcla de influencias españolas, francesas, africanas y alemanas. La mostaza criolla debe su aspecto granuloso y sabor fuerte peculiar a una mayor concentración de granos de mostaza respecto a otras variedades.
La mostaza criolla es un condimento versátil presente en sándwiches po' boy y empleado en salsas, aliños y dips para recetas que van de verduras a ensaladas y de pretzels a chips. Puede usarse para elaborar una marinada para carnes, y puede añadirse a platos de marisco, como los crabcakes, a marisco rebozado o servirse como glaseado o salsas para mojar. También es el ingrediente clave de la salsa remoulade de la cocina criolla y de Nueva Orleans.
- Datos: Q5184218